# 劉通
劉 通（りゅう つう、? - 1466年5月）は、中国明代の人物。

## 略歴
西京河南府西華県（現・河南省周口市西華県）の人。非常に重い獅子（千斤と伝わる）を持ち上げたという伝説があり、劉千斤とも呼ばれた。
明の中期に大量に発生した荊襄の流民の首領となり、瞬く間に房県を拠点にした。
1465年に第一次荊襄の乱を引き起こし、農民蜂起政権である漢を樹立し、漢王を自称した。また年号（私年号）を徳勝と定めた。
勢力を拡げようと襄陽や鄧州を攻めたが、明軍に大敗した。さらに兵部尚書の白圭によって鎮圧され、四川省全体を攻められた。その中にあって1466年5月、劉通は戦死し、石和尚が四川を攻めたが失敗に終わった。